# Ross Filipo
Ross Filipo (* 14. April 1979 in Lower Hutt, Neuseeland) ist ein neuseeländischer Rugby-Union-Spieler.

## Karriere
Filipo begann seine Karriere im Jahr 2001 als Spieler für die Provinzmannschaft Marlborough. Danach spielte er im Jahr 2002 für Wellington B und machte ein Jahr später sein Debüt für Wellington. Außerdem hat er für den Hurricanes Development Squad im Jahr 2003 gespielt, wurde 2004 jedoch nicht für die Hurricanes ausgewählt und wurde stattdessen für die Super 12-Saison 2004 an die Crusaders abgegeben. Seitdem spielte er mit den Crusaders für die Super 12 und Super 14, während er im Air New Zealand Cup (früher NPC) für Wellington spielte. 2009 wechselte er nach Frankreich zu Aviron Bayonnais, 2011 nach England zu den London Wasps.
Filipo spielte für die New Zealand Māori im Jahr 2005, als sie die British and Irish Lions zum ersten Mal in ihrer Geschichte schlugen – er bezeichnete dies als ein Karriere-Highlight. Nach der Super 14-Saison 2007, in der Filipo sechs Versuche erzielte, wurde er für die Junior All Blacks nominiert. Da sich die Zweite-Reihe-Stürmer und Nationalspieler Ali Williams und Keith Robinson verletzten, wurde Filipo 2007 in den Kader der All Blacks berufen.